# Wendy Stammer
Wendy Stammer (* 11. Februar 1965 in Livermore, Kalifornien) ist eine ehemalige US-amerikanische Volleyball- und  Beachvolleyballspielerin.

## Karriere Hallen-Volleyball
Stammer spielte von 1983 bis 1986 in der Halle für die Louisiana State University. 1988 spielte sie mit den Los Angeles Starlites in der professionellen US-amerikanischen „Major League“. In der Saison 1992/93 war sie in der italienischen Serie A2 für Preca Moda Cislago aktiv. Von 1996 bis 1998 spielte die Außenangreiferin und Abwehrspezialistin in der deutschen Bundesliga für den USC Münster. In dieser Zeit war sie in den Ranglisten des deutschen Volleyballs vertreten und wurde 1997 Deutscher Meister. Ein zweiter Meistertitel 1998 wurde dem USC Münster aberkannt, da Stammer im Finalspiel gegen den Schweriner SC ein ephedrinhaltiges Medikament gegen Asthma eingenommen hatte und des Dopings überführt wurde. 2002 spielte sie in der United States Professional Volleyball League bei St. Louis Quest.

## Karriere Beachvolleyball
Stammer spielte seit 1994 auch Beachvolleyball, zunächst auf der nationalen „4-gegen-4-Tour“. Von 1995 bis 2005 war sie auf der US-amerikanischen AVP-Tour u. a.  mit ihrer älteren Schwester Gayle Stammer, mit Dianne DeNecochea, mit Jennifer Meredith, mit Nancy Reynolds und mit Pat Keller unterwegs. Ihre beste Saison war 2001 zusammen mit Jennifer Meredith, als sie zahlreiche Top-Ten-Platzierungen hatte. Auch auf der FIVB World Tour startete Stammer zweimal.

## Privates
Wendy Stammer heiratete 1999 den Münsteraner Eckhard Müller. Sie ist heute als Volleyball-Coach tätig.